# 両角寛文
両角 寛文（もろずみ ひろふみ、1956年5月2日 - ）は、日本の実業家。KDDI前代表取締役執行役員副社長・代表取締役副会長。

## 経歴
長野県諏訪市出身。長野県諏訪清陵高等学校を経て、1979年、慶應義塾大学経済学部経済学科卒業。
新卒でパイオニア入社。1987年、第二電電（現・KDDI）入社。1995年、KDDI取締役。2001年、執行役員。2003年、執行役員常務、取締役執行役員常務。2007年、取締役執行役員専務。2010年、代表取締役執行役員副社長兼ジュピターテレコム取締役。2012年 兼KDDIエボルバ代表取締役会長。2018年、KDDI代表取締役副会長。